# Step Lively, Jeeves!
Step Lively, Jeeves! è un film del 1937 diretto da Eugene Forde. La storia di Frances Hyland è originale ma si basa sui personaggi di P.G. Wodehouse.

## Produzione
Le riprese del film, prodotto dalla Twentieth Century Fox Film Corporation, durarono da inizio dicembre 1936 ai primi di gennaio 1937.

## Distribuzione
Il copyright del film, richiesto dalla Twentieth Century-Fox Film Corp., fu registrato il 9 aprile 1937 con il numero LP7110.
Distribuito dalla Twentieth Century Fox Film Corporation, il film fu presentato a New York il 1º aprile 1937.